# Подопытная свинка
«Подопытная свинка» (яп. ギニーピッグ гини: пиггу, «Guinea Pig») — серия японских фильмов ужасов, снятых в 1980-х годах. Стилизована под снафф-фильмы.

## История создания
Продюсер и сценарист Сатору Огура задумал сделать серию ультракровавых фильмов, которые смогли бы шокировать даже видавших виды поклонников ужасов. Огура назвал свою серию «Подопытная свинка» и пригласил к сотрудничеству Хидэси Хино.

## Фильмы

### «Дьявольский эксперимент»
Первый фильм, «Дьявольский эксперимент» (яп. ギニーピッグ 悪魔の実験 Za ginipiggu: Akuma no jikken), был снят в 1985 году, Сатору Огура также написал сценарий. Фильм начинается титрами, в которых сообщается, что данное видео было подброшено в одно из отделений токийской полиции и является научным экспериментом по выяснению пределов человеческой боли и страданий. Далее начинается сам эксперимент. Трое мужчин издеваются над девушкой. Весь фильм разделён на эпизоды. «Удары рукой». Девушку бьют рукой по щеке. Девушка при этом лишь слабо стонет. Когда на щеке появляется огромный синяк, девушку начинают бить мешочком, в который положили немного монет. Счётчик внизу экрана отсчитывает количество ударов. На сотом ударе девушка сплёвывает кровью. «Удары ногой». Девушку катают по полу и бьют ногами, сопровождая этот процесс ругательствами. Они приказывают девушке встать на колени. Она еле-еле поднимается, но затем её снова пинают и она падает. «Тиски». Девушке рабочими пассатижами выкручивают кожу в разных местах. Она теряет сознание. «Без сознания». Девушка лежит в гамаке. Гамак начинают вращать. После этого её сажают на стул и начинают вращать в одну сторону, счётчик отсчитывает круги, которые описал стул. На пятидесятом круге она приходит в сознание, и в неё заливают вино, а на сотом её тошнит. «Звук». К ушам девушки липкой лентой приклеивают наушники, в которых непрерывно звучит шум. Через 20 часов у неё изо рта начинает струиться слюна. «Кожа». Девушке вырывают ногти с рук и волосы с головы. «Ожоги». Девушку привязывают к кушетке и поливают ей руку сиропом, температура которого 70°. Затем ей начинают поливать руку этим же сиропом, температура которого 150°. «Черви». Девушке посыпают опарышами червей обожжённые места на руках и лице. Черви начинают ползать, пытаясь заползти даже в закрытые глаза. «Внутренности». Девушка лежит на кушетке без сознания. Её начинают забрасывать внутренностями. Она начинает кричать, получая при этом новые порции внутренностей прямо в лицо. Затем молотком ей разбивают кисть. «Игла». Девушке протыкают глаз иглой, после чего её снова кладут в гамак. Конечные титры сообщают, что данные жертвы и троих её мучителей на данный момент не выяснены, но ведётся следствие.

### «Цветок из плоти и крови»
Хидэси Хино написал сценарий второй серии, «Цветок плоти и крови» (яп. ギニーピッグ2 血肉の華 Za ginipiggu 2: Chiniku no hana), в котором он сыграл главную роль, и выступил в качестве режиссёра.
Женщина, возвращающаяся домой поздно вечером, подвергается нападению неизвестного, который усыпляет её хлороформом. Когда она приходит в сознание, становится ясно, что она привязана к кровати в забрызганной кровью темнице и теперь её жизнь во власти белолицего человека в шлеме самурая, который хочет превратить её в «цветок из плоти и крови». Комментируя свои действия, мужчина расчленяет женщину, поочерёдно отпиливая или отрубая кисти рук, сами руки, ноги. Затем он вскрывает ей живот и вынимает внутренности, отрубает голову и вынимает ложкой глаз.

### «Он никогда не умрёт»
«Он никогда не умрёт» (яп. ギニーピッグ3 戦慄! 死なない男 Za ginipiggu 3: Senritsu! Shinanai otoko) был снят в 1986 году.
Фильм рассказывает историю неудачника Хидэси, которого не замечают и не ценят на работе, и который, в конце концов, решил свести счёты с жизнью. Но и в самоубийстве он потерпел фиаско, оказавшись уникальным «человеком, который не может умереть». Отрубив себе левую руку и перерезав шею, Хидэси решил тогда мстить сослуживцам. Вызвонив в час ночи более удачливого и симпатичного коллегу Накамуру, он закидал его собственными кишками, а когда тот упал в обморок, отрубил себе голову. Но даже тогда он не умер, и Накамура с подругой, под взглядом живой головы, оттирал квартиру от крови, чтобы не ругался хозяин.

### «Русалка в канализации»
Фильм «Русалка в канализации» (яп. ザ・ギニーピッグ マンホールの中の人魚 Za ginipiggu 4: Manhoru no naka no ningyo) вышел в 1988 году.
История одержимого художника, имевшего обыкновение рисовать свои картины в канализации, где однажды, помимо разнообразного мусора, он встретил настоящую русалку. Телепатически она попросила его нарисовать свой портрет, но вскоре скорчилась от невыносимой боли — на животе у неё была язва. Решив спасти её, художник переносит русалку к себе в квартиру и пытается вылечить, но болезнь зашла уже слишком далеко. Постепенно покрываясь кровоточащими язвами и волдырями, русалка просит художника продолжать работу над портретом, который тот пишет её язвенными выделениями. В конце концов, после продолжительной агонии, во время которой из волдырей на полуразложившемся теле русалки лезут червяки и мокрицы, а из треснувшего живота — кишки и внутренности, она умирает с мыслью, что художник всё-таки успел закончить её портрет. Опустошённый мужчина берёт нож и начинает кромсать мёртвое тело.

### «Андроид Нотр Дама»
«Андроид Нотр-Дама» (яп. ザ・ギニーピッグ2 ノートルダムのアンドロイド Za ginipiggu 5: Notorudamu no andoroido) был также снят в 1988 году. Карлик-учёный, пытаясь спасти умирающую сестру, в своей подземной лаборатории проводит непонятные эксперименты над животными. Ему звонит некий доктор-шантажист и предлагает купить труп молодой девушки за десять миллионов йен, полученных учёным для своих экспериментов. Тот соглашается и вскоре имеет возможность продолжить эксперименты над привезённым ему трупом.

### «Дьявольская докторша»
«Devil Doctor Woman» (яп. ギニーピッグ4 ピーターの悪魔の女医さん Za ginipiggu 6: Peter no akuma no joi-san) был снят в 1990 году. Фильм разбит на главы, каждая из которых посвящена какой-то одной болезни, а иногда и целой группе:
1. Congenital Brain Explosion Disease (Врождённый синдром взрывающегося мозга).
2. Multiple Personality Syndrom (Синдром раздвоения личности) или «Болезнь Джекила и Хайда».
3. The Human Face Carbuncle (Карбункул в виде человеческого лица).
4. Вечеринка поедания плоти.
5. Progressive Zombie Rot Disease (Болезнь прогрессирующего разложения зомби).
6. Siamese Internal Organ (Сиамский внутренний орган).
7. Bloody Drippling Sploog Disease (Синдром кровавого потоотделения).
8. Shitty Tattoo Metastasis (Метастазы дерьмовой татуировки).
9. Четыре пациента со смешными болезнями.